# Escollits per a la glòria
Escollits per a la glòria (original: The Right Stuff) és una pel·lícula estatunidenca de Philip Kaufman, estrenada el 1983 i doblada al català.

## Argument
Escollits per a la glòria  descriu l'epopeia dels pilots de proves americans de guerra, de la superació de la barrera del so per Chuck Yeager als primers vols espacials tripulats.
Aquesta pel·lícula descriu la vida d'aquests aviadors en el context de la naixent guerra freda, i el recorregut d'alguns d'ells, que seran seleccionats per ser els primers americans a anar a l'espai. Seran els astronautes del programa espacial Mercury, que va ser el primer pas de la conquesta de l'espai americana.

## La història
El Muroc Army Air Field el 1947 és la decoració del començament de la pel·lícula. Aquesta base polsosa de l'Aire Force de les zones àrides és l'indret on dels avions més ràpids són posats a prova en secret, incloent-hi l'avió X-1, a punt de volar a velocitats supersòniques. Mentre que un alguns de pilots de proves han trobat la mort en la temptativa de passar el que s'anomena la «barrera del so» l'oficial de relació de base, l'heroi de guerra Chuck Yeager (Sam Shepard) veu l'oportunitat de pilotar el X-1. Durant una carrera a cavall amb la seva esposa Glennis (Barbara Hershey), en els sotaboscos que envolten la base, Yeager cau i es trenca algunes costelles. Negant-se a admetre la derrota, marxa (amb l'ajuda d'un pal d'escombra serrat) i supera amb l'X-1 la velocitat del so, guanyant el «dimoni del cel».
Avança el 1953, on l'Edwards Air Force Base (rebatejada així en la memòria d'un dels pilots de proves que hi va perdre la vida) resta l'indret ideal pels primers pilots com Yeager, contractat en un concurs de velocitat amb el pilot de proves Scott Crossfield (Scott Wilson). Crossfield i Yeager han estat en una intensa, però sociable rivalitat pels rècords de velocitat i d'altitud. Edwards és a la vegada un lloc molt diferent i tanmateix resta el mateix gràcies al cèlebre Happy Bottom Riding Club  dirigit per Pancho Barnes (Kim Stanley) sempre el lloc de concentració dels que tenen «el teixit».
Els nous pilots com Gordon «Gordo» Cooper (Dennis Quaid) i Virgil « Gus » Grissom (Fred Ward) formen part d'un flux constant de «pudknockers» com Barnes els anomena. L'esposa de Cooper, Trudy (Pamela Reed) es pregunta sobre la necessitat de posar sempre més lluny els límits del perill, però és resignada al fet que el seu marit, com tots els altres, és motivat per l'ambició. Altres dones de pilots, que comparteixen els mateixos sentiments, han d'aprendre a reprimir els seus temors.
El 1957, el llançament històric per la Unió soviètica del satèl·lit Spútnik envia el món científic i l'exèrcit americà al caos. Polítics i caps militars carreguen contra la NASA per no tenir a punt una resposta per ser pressent a la «carrera de l'espai» amb l'URSS. La recerca dels primers americans a l'espai exclou pilots de proves com Yeager, que la perspectiva de ser SPAM» (SPAM és pernil en llauna) no interessa. Els set astronautes del programa Mercury que surten d'una selecció extenuant inclouen els rivals del US Marina Corps John Glenn (Ed Harris) i el pilot del US Navy Alan Shepard (Scott Glenn), així com dels pilots del US Air Force com Gordon Cooper, Grissom i els altres. Els perills del vol espacial són exposats mentre que les primeres proves de llançament (no tripulades) fracassen unes darrere les altres.
Per tenir una escotilla i un ull de bou sobre la càpsula, igual que un mínim de control sobre el vol, els astronautes s'enfronten amb els directors del programa, amenaçant de fer revelacions a la premsa, amb l'argument «no bucks, no Buck Rogers» («no diners, no Buck Rogers»).
Després ve la crònica de les missions Mercury de Shepard, Grissom, Glenn i Cooper. Quan « Gus » Grissom, segon astronauta a ser enviat en l'espai, amara i surt de la seva nau espacial (l'obertura de l'escotilla, no prevista, ha causat la inundació després la pèrdua de la càpsula), el salvament de la gravació continguda a la càpsula sembla més important per l'equip de recuperació que el salvament del pilot, sobre la base del valor de les dades (la teoria que diu que Grissom hagués posat en marxa els esdeveniments que han causat la pèrdua de la seva càpsula s'ha revelat falsa molt més tard).
Els dos actors (Estats Units i URSS) en la cursa de l'espai han utilitzat enginyers alemanys experimentats i especialistes en coets. En un moment particularment graciós en la pel·lícula, el senador Lyndon Johnson participa en una reunió on els polítics reaccionen a l'anunci del llançament de Spútnik de 1957. El senador Johnson pregunta: Els seus científics alemanys (dels soviètics) els han portat allà primer ? En aquell moment, el «científic alemany» (un personatge complex, fortament inspirat en Wernher von Braun) respon: No, senador... els nostres alemanys són millors que els seus alemanys. Més tard, Johnson, president, continua la iniciativa del president Kennedy de quedar-se al capdavant de la cursa de l'espai, i acull a Houston, Texas, la nova seu de la NASA (desplaçada sota la influència de Johnson, ja que és el seu Estat d'origen), una festa que destaca els aspectes surrealistes de la competició.
L'aventura Mercury contrasta amb els esdeveniments a la base Edwards on dels pilots de proves tals com Yeager, que ha estat exclòs del programa de la NASA després que funcionaris van decidir no utilitzar més que pilots diplomats d'universitat, continuen el seu treball perillós. En el transcurs d'una prova d'un nou Lockheed NF-104A, hibrid entre coet i avió, Yeager estableix un nou rècord d'altitud, a les fronteres de l'espai, però és cremat greument i frega la mort en una ejecció a gran velocitat del seu aparell fora de control.
La pel·lícula prossegueix amb el llançament i la posada en òrbita de la missió de Glenn i Cooper. L'atmosfera general de la competència en un context de guerra freda es filtra en les tensions de la vida familiar dels astronautes. Entre altres, l'esposa de Glenn, Annie (Mary Jo Deschanel) té un moment particularment difícil sota el foc dels mitjans de comunicació, per la seva quequesa innata. John Glenn acaba intervenint per protegir-la de la pressió mediàtica, de la qual cada moment de la pel·lícula subratlla l'omnipresència pel brunzit de les càmeres i sorolls de flashs.
La pel·lícula acaba amb un epíleg que indica el que han fet els personatges principals després dels esdeveniments relatats al film.

## Repartiment
- Sam Shepard: Chuck Yeager
- Scott Glenn: Alan Shepard
- Ed Harris: John Glenn
- Dennis Quaid: Gordon Cooper
- Fred Ward: Virgil Grissom
- Barbara Hershey: Glennis Yeager
- Kim Stanley: Pancho Barnes
- Veronica Cartwright: Betty Grissom
- Pamela Reed: Trudy Cooper
- Lance Henriksen: Walter Schirra
- Kathy Baker: Louise Shepard
- Donald Moffat: Lyndon Baines Johnson
- Levon Helm: Jack Ridley
- Scott Wilson: Scott Crossfield
- William Russ: Slick Goodlin
- John Dehner: Henry Luce
- Royal Dano: El ministre

Uns quants plans han estat confeccionats a partir d'imatges d'arxiu. Hi surten (no als crèdits) :
- Ed Sullivan: Ell mateix a la seva emissió TV; The Ed Sullivan Show
- Bill Dana: al seu personatge de comèdia TV; José Jiménez
- John F. Kennedy: Ell mateix
- Lyndon B. Johnson: Ell mateix
- Iuri Gagarin: Ell mateix – abraçant Khrushchev
- Nikita Khrouchtchev: Ell mateix – abraçant Gagarin
- Nikolai Bulganin: Ell mateix – desfilada per Gagarin
- Gueorgui Malenkov: Ell mateix – desfilada per Gagarin
- Anastàs Mikoian: Ell mateix – desfilada per Gagarin
- Kliment Voroixílov: Ell mateix – desfilada per Gagarin

## Premis i nominacions

### Premis
- 1984. Oscar al millor muntatge per Glenn Farr, Lisa Fruchtman, Stephen A. Rotter, Douglas Stewart i Tom Rolf[4]
- 1984. Oscar al millor so per Mark Berger, Thomas Scott, Randy Thom i David MacMillan[4]
- 1984. Oscar a la millor banda sonora per Bill Conti[4]
- 1984. Oscar als millors efectes visuals per Jay Boekelheide[4]

### Nominacions
- 1984. Oscar a la millor pel·lícula per Irwin Winkler i Robert Chartoff[4]
- 1984. Oscar al millor actor secundari per Sam Shepard[4]
- 1984. Oscar a la millor fotografia per Caleb Deschanel[4]
- 1984. Oscar a la millor direcció artística per Geoffrey Kirkland, Richard Lawrence, W. Stewart Campbell, Peter R. Romero, Jim Poynter i George R. Nelson[4]
- 1984. Globus d'Or a la millor pel·lícula dramàtica

## Al voltant de la pel·lícula
- El verdader Charles Yeager fa un cameo: un vell que seu a beure al bar de Pancho Barnes, a prop de la base Edwards.